# Stratford-on-Avon (district)
Stratford-on-Avon est un district non-métropolitain du Warwickshire, en Angleterre.
Il est nommé ainsi pour le distinguer de sa principale ville, Stratford-upon-Avon, où siège le conseil de district.
Le district est essentiellement rural et couvre une grande partie de la moitié sud du Warwickshire. Outre Stratford-upon-Avon, il comprend les villes d'Alcester, Southam, et Shipston-on-Stour, et les villages de Studley and Wellesbourne.
Le district est créé le 1er avril 1974, par le Local Government Act de 1972. Il est issu de la fusion du district de Stratford-upon-Avon, et des districts ruraux d'Alcester, de Shipston-on-Stour, de Southam et la majeure partie du district rural de Stratford-upon-Avon.

## Source
- (en) Cet article est partiellement ou en totalité issu de l’article de Wikipédia en anglais intitulé « Stratford-on-Avon District » (voir la liste des auteurs).